# Campionato di Formula Italia 1975
Il Campionato di Formula Italia 1975 è stata la quarta edizione del Campionato di Formula Italia organizzato dalla Commissione Sportiva Automobilistica Italiana. 

## Vetture
Vengono utilizzate monoposto Abarth SE025.

## Calendario
Il Campionato è strutturato in quindici prove disputate in vari circuiti italiani.
| Gara | Data         | Circuito                     |
| ---- | ------------ | ---------------------------- |
| 1    | 31 marzo     | Magione                      |
| 2    | 14 aprile    | Imola                        |
| 3    | 27 aprile    | Casale                       |
| 4    | 4 maggio     | Varano de' Melegari          |
| 5    | 18 maggio    | Vallelunga                   |
| 6    | 1º giugno    | Magione                      |
| 7    | 8 giugno     | Vallelunga                   |
| 8    | 29 giugno    | Magione                      |
| 9    | 6 luglio     | Casale                       |
| 10   | 13 luglio    | Mugello                      |
| 11   | 15 agosto    | Misano                       |
| 12   | 31 agosto    | Varano de' Melegari          |
| 13   | 7 settembre  | Autodromo nazionale di Monza |
| 14   | 14 settembre | Imola                        |
| 15   | 2 novembre   | Magione                      |

## Classifica
Il campionato viene vinto da Bruno Giacomelli.
| Posizione | Pilota             | Punti |
| --------- | ------------------ | ----- |
| 1         | Bruno Giacomelli   | 45    |
| 2         | Riccardo Patrese   | 39    |
| 3         | Corrado Sottanelli | 36    |
| 4         | Enzo Coloni        | 30    |
| 5         | Giuseppe Bossoni   | 26    |
| 6         | Claudio Pizzi      | 23    |
| 7         | Livio Ponzone      | 18    |
| =         | Campominosi        | 18    |
| =         | Squarise           | 18    |
| 10        | Ruggeri            | 15    |
| 11        | Pedersoli          | 13    |
| 12        | Francesco Campaci  | 11    |